# Haszanbek Agalarov
Haszanbek Agalarov (oroszul: Гасан-бек Агаларов, azeri nyelven Həsən bəy Ağalarov) (Tiflisz, 1812 – Tiflisz, 1883) azerbajdzsáni származású, az Orosz Birodalom hadseregében szolgáló katonatiszt, altábornagy. Részt vett az 1848-49-es magyar forradalom leverésében, a debreceni csatában való részvételéért megkapta a Szent György-rendet. Ő volt az első azeri, aki ezt a kitüntetést harctéri teljesítményéért kapta. 

## Élete
Nemesi család gyermekeként született. Iskoláit szülővárosa gimnáziumában végezte. 1830-ban katonai szolgálatba lépett, a Kaukázusontúli Muzulmán Lovasezred tagja lett. 1834 novemberében ezredével együtt Varsóba vezényelték, 1835 októberében pedig praporscsik (zászlós, a legalacsonyabb tiszti rang a cári hadseregben) rangot kapott. 1840-ben már mint főhadnagy kapta meg kiváló szolgálatáért a Szent Szaniszló-rend III. fokozatát. A Kaukázusontúli Muzulmán Lovasezredet 1849-ben Magyarországra vezényelték a forradalom leverésére. Agalarov ekkor már ezredes volt és az ezredparancsnok helyetteseként szolgált. Az 1849-es debreceni csatában ezrede kiváló teljesítményt nyújtott és négy ágyút zsákmányolt. Agalarovot augusztus 28-án a Szent György-rend IV. fokozatával tüntették ki. Paszkevics tábornagy ezzel indokolta a felterjesztését:
„1849. július 21-én Debrecsin (sic) v.-nál a lázadó magyarok elleni ütközetben a Kaukázusontúli Muzulmán Lovasezred háromszáz tagjával a balszárnyon tartózkodott, a támadás végrehajtásakor feltűnő önfeláldozással vetette magát az ellenséges gyalogságra és teljesen megsemmisítette azt, emellett elfogta az első két üteget és lőszerládáját; ezután követte az ellenséget a városon át, háromszáz katonát és a teljes vonatot foglyul ejtette.”
Haszanbek Agalarov 1852-ben lett parancsnoka ezredének. 1857. április 17-én vezérőrnaggyá, 1877. november 8-án pedig a Kaukázusi hadsereg altábornagyává léptették elő „az ellenséggel szemben tanúsított kiválóságáért”.

## Kitüntetései
Orosz kitüntetései
- Szent Sztanyiszlav-rend III. fokozat (1840)
- Szent György-rend IV. fokozat (1849)
- Szent Vlagyimir-rend III. fokozat (1860)
- Szent Sztanyiszlav-rend I. fokozat (1863)
- Szent Anna-rend I. fokozat (1871)
- Szent Vlagyimir-rend II. fokozat a kardokkal (1878)

Külföldi kitüntetései
- Vaskorona-rend II. osztály (1850) (Ausztria)
- Lipót-rend II. osztály (1853) (Ausztria)
- Vörös Sas-rend III. osztály (1853) (Poroszország)

Haszanbek Agalarovnak két gyermeke született. Későbbi leszármazottai között volt a szovjet bajnok ökölvívó Abbasz Agalarov és testvére, az operaénekes Idrisz Agalarov, a Szovjetunió népművésze.

## Fordítás
- Ez a szócikk részben vagy egészben  a(z)   Агаларов, Гасан-бек című orosz Wikipédia-szócikk ezen változatának fordításán alapul.  Az eredeti cikk szerkesztőit annak laptörténete sorolja fel. Ez a jelzés csupán a megfogalmazás eredetét és a szerzői jogokat jelzi, nem szolgál a cikkben szereplő információk forrásmegjelöléseként.